# Lawrence Demmy
Lawrence Demmy (* 1930 oder 1931; † 9. Dezember 2016) war ein britischer Eiskunstläufer, der mit Jean Westwood im Eistanz startete.
Mit ihr zusammen wurde er von 1952 bis 1955 britischer Meister, von 1954 bis 1955 Europameister und von 1952 bis 1955 Weltmeister. Demmy und Westwood waren sowohl die ersten Weltmeister wie auch die ersten Europameister im Eistanz. Mit vier WM-Titeln werden sie nur noch von Ljudmila Pachomowa und Alexander Gorschkow aus der Sowjetunion übertroffen, die es auf insgesamt sechs Titel brachten.
1977 wurden Demmy und Westwood in die World Figure Skating Hall of Fame aufgenommen. Demmy starb am 9. Dezember 2016 im Alter von 85 Jahren.

## Ergebnisse

### Eistanz
(mit Jean Westwood)
| Wettbewerb / Jahr         | 1952 | 1953 | 1954 | 1955 |
| ------------------------- | ---- | ---- | ---- | ---- |
| Weltmeisterschaften       | 1.   | 1.   | 1.   | 1.   |
| Europameisterschaften     |      |      | 1.   | 1.   |
| Britische Meisterschaften | 1.   | 1.   | 1.   | 1.   |